# Rudolf Lipschitz
Rudolf Otto Sigismund Lipschitz, född 14 maj 1832 i Königsberg (nuvarande Kaliningrad) i Preussen, död 7 oktober 1903 i Bonn, Tyskland, var en tysk matematiker.
Lipschitz blev 1862 extra ordinarie professor i Breslau och 1864 kallades han till ordinarie professor vid Bonns universitet.

## Biografi
Lipschitz var son till en godsägare och växte upp på sin fars gods i Bönkein som låg nära Königsberg. Han började studera på universitetet i Königsberg när han var 15 år, men flyttade senare till universitetet i Berlin där han studerade för Gustav Dirichlet. Trots att hans studier försenades av sjukdom, tog Lipschitz 1853 doktorsexamen i Berlin.
Efter att ha fått sin doktorsexamen började Lipschitz undervisa på lokala gymnasier. År 1857 gifte han sig med Ida Pascha, dotter till en av markägarna med en egendom nära hans fars. År 1857 tog han sin habilitering vid universitetet i Bonn och stannade där som privatdozent.
År 1862 blev Lipschitz extra ordinarie professor vid universitetet i Breslau där han tillbringade de följande två åren. År 1864 flyttade Lipschitz tillbaka till Bonn som professor och stannade där resten av sin karriär. Här opponerade han på Felix Kleins doktorsavhandling. Lipschitz dog den 7 oktober 1903 i Bonn.

## Vetenskapligt arbete
Lipschitz upptäckte Cliffordalgebror 1880, två år efter William K. Clifford och oberoende av honom, och han var den förste som använde dem i studien av ortogonala transformationer. Fram till 1950 nämnde personer "Clifford-Lipschitz-tal" när de hänvisade till denna upptäckt av Lipschitz. Ändå försvann Lipschitz namn plötsligt från publikationerna som involverade Cliffordalgebror. Till exempel gav Claude Chevalley namnet "Clifford group" till ett objekt som aldrig nämns i Cliffords verk, men härstammar från Lipschitz. Pertti Lounesto bidrog starkt till att påminna om vikten av Lipschitz roll.